# アルプス国家要塞

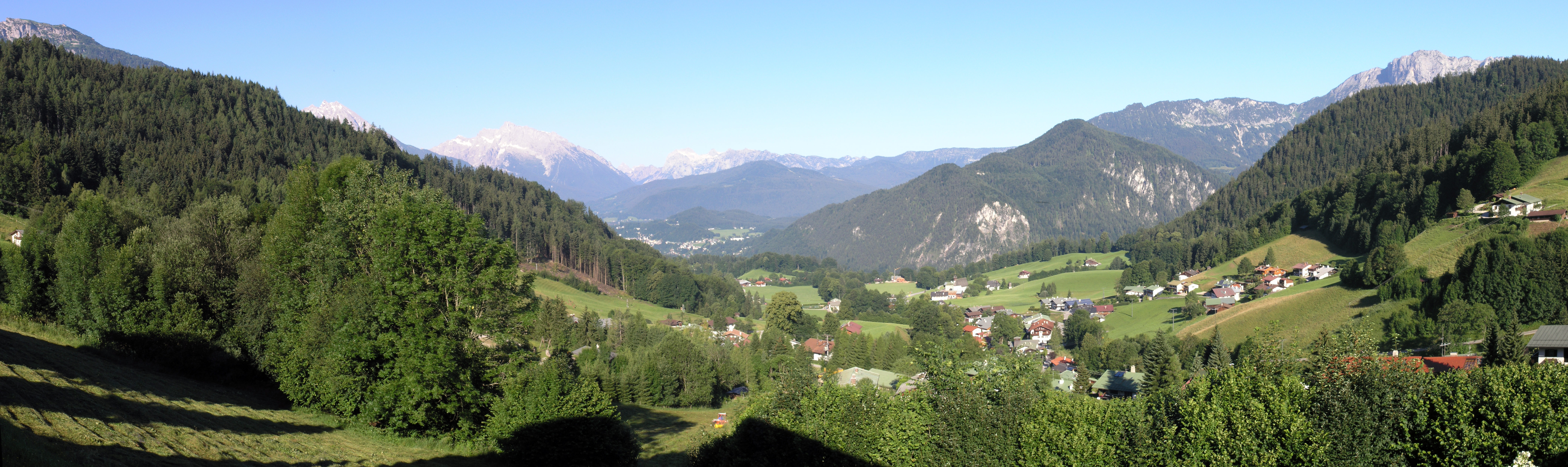
ベルヒテスガーデン近郊の風景

アルプス国家要塞（アルプスこっかようさい、独: Alpenfestung、英: National redoubt）とは、第二次世界大戦末期にナチス・ドイツが最後の抵抗を行うためにドイツ南部に建設したという要塞地帯。しかしこれはプロパガンダ上のものであり、実際には存在しなかった。

## 背景
第二次世界大戦が終盤にさしかかり、ドイツは東のソ連軍、西の米英軍によって挟撃されていた。しかし、米英軍の間に「アルプス地帯に要塞地帯があり、ヒトラーとドイツ軍がそこにこもって最後の抵抗を行う」という噂が流れ始めた。噂は流れるにつれ、東はザルツブルク、西はスイス国境のボーデン湖に至る山岳地帯に建設されているという具体的なものになってきた。

## 「国家要塞」情報

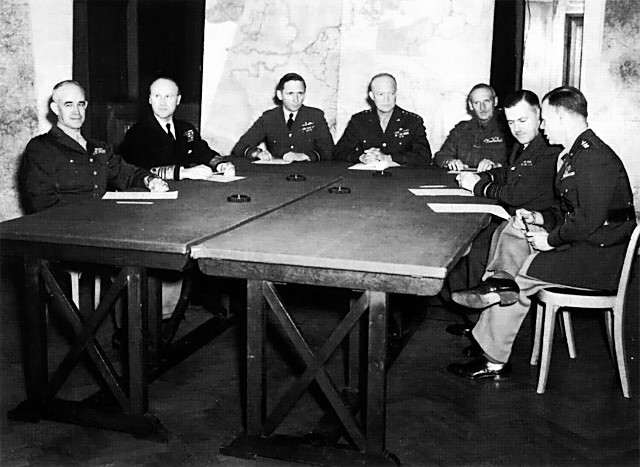
連合軍最高司令部（en）。左から、オマール・ブラッドレー、バートラム・ラムゼー、アーサー・テッダー、ドワイト・アイゼンハワー、バーナード・モントゴメリー、トラッフォード・リー・リー＝マロリー。

1945年3月11日、連合軍最高司令部情報部のストロング少将（en）は、連合軍総司令官ドワイト・D・アイゼンハワー元帥に「ボーデン湖南方のフェルトキルヒ、インスブルック西のクフシュタイン、ベルヒテスガーデンで大規模な地下工事が進められている。有力な武装親衛隊部隊がアルプスに進軍中であり、ヒトラー、ヒムラー、ゲーリングといった要人もすでにアルプスに移っている」という報告書を提出した。
3月21日、オマール・ブラッドレー大将率いる第12軍集団はドイツの政治的軍事的機構がアルプスに移動したと判定し、ベルリン攻略の方針を放棄し、ドイツ中部を進軍して「国家要塞」へのドイツ軍流入を阻止するように進言した。

### ベルリン回避決定
総司令官アイゼンハワー元帥は情報を受け取ると、アメリカ本国の陸軍参謀総長ジョージ・C・マーシャル元帥に具申した。マーシャル参謀総長は「ヴェアヴォルフ」部隊の存在も考慮し、ベルリン到達までに10万人の損害が出ると判定した。3月21日、マーシャル参謀総長は「敵の組織的抵抗地域の組成を防止」することに主眼を置くべきであり、ソ連軍と接触して「友軍相撃」の不祥事を起こさない配慮を求めると電報を送った。アイゼンハワー元帥はこれを「ベルリンに向かわず、国家要塞地帯に向かえ」という指示であると判定し、ベルリン進撃の中止を決定した。
3月28日、アイゼンハワー元帥はベルリン回避をふまえた新たな方針を決定し、ソビエト連邦指導者スターリン、イギリスにいる連合軍副司令官アーサー・テッダー（en）大将、第21軍集団司令部に連絡した。

### イギリスの抗議

チャーチルと将軍達。前列左からチャールズ・ポータル、アラン・ブルーク、ウィンストン・チャーチル、アンドルー・カニンガム、後列左からL・C・ホリス、ヘイスティングス・イスメイ1945年5月7日

この方針を受け取った第21軍集団のバーナード・モントゴメリー元帥は本国に連絡し、アラン・ブルーク陸軍参謀総長からウィンストン・チャーチル首相に伝えられた。イギリス側はアイゼンハワー元帥が合同参謀本部（en）の頭越しにスターリンに打電したこと、ベルリンの放棄の方針、合意無しに方針を転換したことに激怒した。抗議のために訪れたブルーク参謀総長を見たマーシャル参謀総長は「私はゾッとした。ブルークは本気で怒っている。勝利を目前にしたこの時期に、米英史上で最悪の対立が発生するとは予想外であり、私は何もかも投げ出したい気分におそわれた」と記録している。3月29日、ブルーク参謀総長は統合参謀本部に「確度と根拠が低い国家要塞情報」を戦略決定の要素とみなす必要はないと、アイゼンハワー元帥戦略を批判した電文を送った。またこの日、チャーチル首相はアイゼンハワー元帥に直々に電話したが、「ベルリンはもはや重要な軍事目標ではありません」という返答を得たのみであった。
3月31日、チャーチル首相はアイゼンハワー元帥に電報を送り、ベルリン攻略の重要性を訴えた。その要旨は以下の通り。
- 「ベルリンを彼らにまかせれば、彼ら（ソ連）に、自分たちにはなんでもできるという自信を強化させるだけであろう。」
- 「ベルリンにドイツ国旗がひるがえっている」かぎり、ドイツ政府は何度でも疎開を行うであろうし、ドイツ国民も戦い続ける。
- 全ドイツの抵抗を打破するにはベルリン攻略以外になく、これまでの戦略を維持するべきである。

しかしまもなく、アメリカ統合参謀本部からブルーク参謀総長の電報への返事が届いた。統合参謀本部からの電報はアイゼンハワー元帥の見解を支持し、ブルーク参謀総長の見解を一蹴するものであった。4月1日、チャーチルはルーズベルト大統領に親電を送り、方針の転換を求めた。しかしすでに病状が悪化していたルーズベルトは電報を見ず、返事を出したのはマーシャル参謀総長であったため、返電はアイゼンハワー元帥の見解を支持するものであった。
同じ頃、ソ連側からも「ベルリンはかつての戦略的重要性を喪失している」という内容の電報が届いた。アイゼンハワー元帥は自身の見解がソ連にも理解されていると喜んだが、これは米英側より先にベルリンを攻略する方針を持つスターリンが、米英側を「油断」させる意図で送ったものだった。
ここにいたってイギリス側も方針に固執することは出来ず、ベルリン回避は米英軍の既定方針となった。米英軍の東進はエルベ川までとなり、ベルリン攻略はソ連軍が行うことになった。4月15日、最高司令官命令によりエルベ川に到着した米英軍は南北に進撃を開始し、翌16日にはソ連軍によるベルリン攻撃が始まった（ベルリンの戦い）。

## 「国家要塞」像
3月25日、第6軍集団所属第7軍の情報部は「幻想的で誇張されたという印象を受ける」としながらも「国家要塞には20万人から30万人の兵力がたてこもる予定であり、2月1日から国家要塞地帯に毎週補給列車が運行し、メッサーシュミット戦闘機製作工場が地下に完成した」という報告を行った。
4月頃、ニューヨークでは「ヒトラーのアルプス要塞」という本が売り出された。本の内容は「国家要塞」は5年間の交戦を可能にする設計で、武装親衛隊4個師団20万人が立てこもる、ヒトラーらは戦犯として裁かれるので、最後まで要塞で戦うであろうというものであった。また、4月8日のニューヨーク・タイムズは「ヴェアヴォルフと国家要塞の存在を忘れる時、連合軍は戦闘に勝って戦争に負けるという結果を招くだろう」と警告した。
4月10日、最高司令部連合情報委員会は「『国家要塞』に基礎を置く独軍戦略が存在することを示す積極的な証拠はない。ただし、独軍の抗戦はヒトラーが死ぬか排除されるまでは終わらず、アルプスが最後の陣地に選ばれるとみるのは、論理的である」という報告を行った。

## 現実の国家要塞
国家要塞は当初ドイツ側に建設する予定はなく、単にプロパガンダ上のものであった。しかし戦況が悪化した1944年11月6日にチロル＝フォアアールベルク帝国大管区指導者フランツ・ホーファーが、継戦の根拠地として要塞地帯の建設を提議した。ホーファーは要塞が和平時の取引材料になると考えていた。しかし、おりからアルデンヌ反撃作戦の準備に追われていたドイツに要塞建設の余裕はなく、ホーファーの提案は却下された。
しかし政府・軍の幹部がドイツ南部に疎開しようとする動きは常にあった。たとえば4月13日、日本駐独大使の大島浩はドイツ外相リッベントロップと会談し、その模様を電報で日本に送った。
- ソ連軍の攻撃がまもなく行われるため、日本大使館はバート・ガスタイン（「国家要塞」があるとされる地域の一つ）に移転してほしい。
- 今少し情報を検討した後、政府と国防軍最高司令部は南部に移動する。

この報告は日本の外交電報を解読していた連合軍にも知られていた可能性がある。
1945年になると、国防軍最高司令部作戦部長アルフレート・ヨードル大将は心理的効果としての「国家要塞」に再注目し、4月12日にホッファーとヒトラーの面会を実現させた。ホッファーのアイデアに興味を持ったヒトラーは、4月17日に軍需省次官のカール＝オットー・ザウル（de:Karl Saur）をホッファーと協議させた。しかしすでに「国家要塞」地帯には南北から連合国軍が迫っており、大規模な工場を造る余裕はすでに失われていた。ザウルが計画困難を報告したのは4月19日になってのことだった。
4月20日の総統誕生日の後、ゲッベルスを除く閣僚と国防軍最高司令部、陸軍総司令部、空軍総司令部はベルリンから疎開した。また、ザウルも国家要塞建設を命令され、ベルリンを離れた。ヒトラー自身はベルリン以外で死ぬことを希望せず、最期まで総統官邸の総統地下壕から離れなかった。しかしいずれの組織の疎開先にも要塞地帯などはなく、長く抗戦を続けることは出来なかった。ザウルも要塞地帯を建設することが出来ず、終戦を迎えた。

## 当事者の回想
アイゼンハワー元帥は著書「ヨーロッパ十字軍」で「ルールのあとの当然の目標はベルリンであった。（中略）しかし、私は熟慮の末、ベルリンは連合軍にとって論理的または最も望ましい目標ではないと判定した」と回想しており、参謀長ウォルター・ベデル・スミス中将はその熟慮が「『国家要塞』、『ヴェアヴォルフ』、『占領地域』、『3月21日のブラッドレー大将の意見』、そして決定的には『3月21日のマーシャル参謀総長の電報』」によるものだったと回想している。また、ブラッドレー大将は「『要塞』が少数のナチ要人の夢想の産物であったと知ったのは、戦争が終わったあとであった（中略）当時は、しかし、存在を信ずるに足る根拠があると思った」と回想している。
ブルーク参謀総長は戦後、「『国家要塞』は完全な敵方のデマであり、それは我が英軍情報部が看破して、最高司令官にも通報した。「ヴェアヴォルフ」もほとんどがドイツ側の宣伝である。（中略）もし、これらの問題を基礎にしてベルリン進撃を中止したとすれば、アイゼンハワーの責任は重い。ドイツ側の謀略にのせられ、かつ、自身の任務外である政治的配慮にのめりこみすぎて、かえって戦後世界に重大な悪影響を与える結果になったからだ。」「オーデル川からエルベ川まで約80マイルをソ連軍にまかせ、彼らに実質的な対独勝利者の地位を与えてしまった」と非難している。